# Нела Кочиш
Нела Кошич (*16 вересня 1970, Осієк, СФРЮ) — хорватська акторка.

## Вибіркова фільмографія
- Тут (2008)
- Міст на краю світу (2014)
- Канібал-вегетаріанець (2012)

| Актор | Це незавершена стаття про акторку. Ви можете допомогти проєкту, виправивши або дописавши її. |